# جان هالینگز جکسون
جان هیولینگز جکسون (به انگلیسی: John Hughlings Jackson) (۴ آوریل ۱۸۳۵–۷ اکتبر ۱۹۱۱) یک متخصص مغز و اعصاب انگلیسی بود. او بیشتر به‌خاطر تحقیقاتش در زمینه صرع شناخته شده‌است.